# 全北現代モータースN
全北現代モータースN（チョンブク・ヒョンデ・モータースエヌ、韓国語: 전북 현대 모터스 N、英語: Jeonbuk Hyundai Motors N）は、韓国・全北特別自治道を縁故地（ホームタウン）とする全北現代モータースのリザーブチームである。2025年シーズンはK3リーグに参戦している。
2024年までは全北現代モータースBというチーム名であった。

## 概要
2020年12月15日に開催された韓国プロサッカー連盟の2020年度第8回理事会において、Kリーグに加盟するプロサッカークラブの「Bチーム」（リザーブチーム）のK4リーグ参戦を認める決定がなされた。この決定を受けて2022年に創設され、同年シーズンからK4リーグに参戦した。
ホームスタジアムについては、初年度である2022年シーズンは全州市の全州ワールドカップ競技場補助競技場（座席数546席、収容人数6400人）を使用していたものの、同競技場が2023年に解体されることが決まっていたため、2023年1月17日に完州郡庁にて本拠地使用協約式が行われ、同年シーズンから完州公設運動場（収容人数3,377人）を使用している。

## 歴史
2022年
全北現代モータースB創設。初代監督には光州FCやFCソウル監督を歴任した朴珍燮がトップチーム戦術担当コーチを兼任する形で就任した。また、Bチームの創設に伴って全北現代のU-18チームで活躍した選手たちを中心に新人選手12人を加入させた。2月8日には柳京烈がBチーム専任コーチとしてスタッフ入りした他、新人選手4人が追加加入した。
6月3日に朴珍燮監督が釜山アイパークに引き抜かれたため、柳京烈コーチが監督代行となった。
参戦1年目の成績は13勝6分13敗でリーグ10位であった。
2023年
全北現代U-18チームの監督を務めていたアン・デヒョンが全北現代Bの2代目監督に就任。参戦2年目の成績は14勝7分9敗でリーグ6位であった。
2024年
トップチームが辛くもKリーグ2降格を回避したのとは対照的に、Bチームは最終節で全州市民FCとの全北対決に2-1で逆転勝ちを収め、創設3年目でK4リーグ優勝を果たすとともに、来季のK3リーグ昇格が決まった。
2025年
2025年1月10日、全北現代モータースBから全北現代モータースNへ改称することが発表された。「N」は次世代を意味する「Next」およびオーナー企業である現代自動車の高性能サブブランドであるNに由来しており、二軍チームとして認識されるBチームという名前の否定的なイメージを捨てて、全北現代の未来の主軸となる準備過程のチームであることを主張する意図で改名された。

## タイトル
- K4リーグ：1回
  - 2024

## 過去の成績
| シーズン | ディビジョン | ディビジョン | ディビジョン | ディビジョン | ディビジョン | ディビジョン | ディビジョン | ディビジョン | ディビジョン |
| シーズン | リーグ       | 試           | 勝           | 分           | 敗           | 得           | 失           | 点           | 順位         |
| -------- | ------------ | ------------ | ------------ | ------------ | ------------ | ------------ | ------------ | ------------ | ------------ |
| 2022     | K4リーグ     | 32           | 13           | 6            | 13           | 56           | 52           | 45           | 10位         |
| 2023     | K4リーグ     | 30           | 14           | 7            | 9            | 59           | 45           | 49           | 6位          |
| 2024     | K4リーグ     | 24           | 17           | 3            | 4            | 57           | 27           | 54           | 優勝         |
| 2025     | K3リーグ     |              |              |              |              |              |              |              |              |